# Akrobatika
Akrobatika (iz francuskog acrobate, starogrčkog ακροβατώ „hodati na prstima“, iz άκρος „visoko“ i βαίνειν „hodati“) podrazumijeva općenito tjelesne pokrete za koje je potreban visok stupanj motoričke koordinacije, spretnosti, izvanredne, razne neobične pothvate kao i održavanje ravnoteže. Zahtjeva izvanredne fizičke i psihičke sposobnosti.
Akrobatika uključuje i zahtjevne skokove (kao primjerice salto) ili statičke sposobnosti pri izvedbi ljudske piramide. Gotovo sve izvedbe uključuju vrline cijelog tijela. 
Akrobat ili umjetnik pokazuje primjerice u cirkusima elemenate poput akrobatskog plesa i gimnastike.
Dio je mnogih izvedbenih umjetnosti, te mnogih športova. Akrobatika se najčešće povezuje s aktivnostima koje su prožete gimnastičkim elementima, ali u nju spadaju i mnoge druge aktivnosti. Primjerice i balet ili ronjenje mogu sadržavati akrobatske dijelove. Iako je najčešće povezana s fizičkom izvedbom jedne ili više osoba, akrobatika može označavati i drugačije izvedbe, poput zračne akrobatike.

## Primjeri
- Akrobatski ples
- Akrobatska gimnastika
- Gimnastika
- Ples s kolutom
- Žongliranje
- Penjanje uz motku
- Hod po žici
- Trapez

- Točka u Cirque du Soleilu
- Točka na visokoj žici
- Korejski hodač po žici, Jultagi